# Valdesangil
Valdesangil es una localidad y una entidad local menor  del municipio de Béjar, en la comarca de la Sierra de Béjar, provincia de Salamanca, comunidad autónoma de Castilla y León, España. 

## Economía
La ocupación principal de sus habitantes viene derivada de los empleos ofrecidos por Béjar, además de algunos vestigios de agricultura y ganadería ovina y bovina.

## Escudo
Aunque se discute si éste es su emblema oficial, se dice que el escudo del pueblo está formado por una encina, en mención a la población de estos árboles en el pasado.

## Historia
La fundación de Valdesangil se data en la Edad Media, siendo sus pobladores primigenios oriundos de la región de Trás-os-Montes, en Portugal. Desde sus orígenes quedó adscrito a la jurisdicción de Béjar, integrando su Tierra, pasando con ella en el siglo XV a depender del voto en Cortes de Salamanca, integrándose con ello en el Reino de León.
Según los archivos parroquiales, en 1715, se firma en la Villa de Béjar la construcción de un nuevo templo, que sustituyó a la antigua ermita de Nuestra Señora de los Remedios, patrona del pueblo.
En la Chancillería de Valladolid, nos encontramos con un pleito de Águeda García, de Valdesangil y Juan Muñoz y consortes, de Fuentebuena.
El retablo de la iglesia pertenece al taller de los Churriguera y actualmente ya está totalmente restaurado e instalado de nuevo en su iglesia, donde se puede admirar.
A mediados del siglo XVIII, alrededor de 1751, se produce la señalización de las cañadas que discurrían por el pueblo, principalmente para el ganado ovino. Este hecho es un claro indicio de la importancia que la ganadería adquiere para los habitantes de Valdesangil. Importancia que se entiende en el marco de la actividad textil que se desarrolla en Béjar, principalmente en la confección de paño y capas.

## Demografía
En 2017 contaba con una población de 145 habitantes, de los cuales 72 son varones y 73 son mujeres (INE 2017).
- En los últimos años la población ha descendido acusadamente e incluso en algunos años con nivel de alarma, con años en los que se han perdido 20 habitantes. Sobre todo ocurre desde el año 2000. Actualmente no supera los 150 habitantes.

| Gráfica de evolución demográfica de Valdesangil entre 1900 y 2023                        |
|                                                                                          |
| Fuente: Instituto Nacional de Estadística de España - Elaboración gráfica por Wikipedia. |

| Gráfica de evolución demográfica de Valdesangil entre 2000 y 2021                        |
|                                                                                          |
| Fuente: Instituto Nacional de Estadística de España - Elaboración gráfica por Wikipedia. |

## Bienestar social
El local del Ayuntamiento es conocido como la "Casa Concejo" y en su piso superior, se albergaron los antiguos calabozos del pueblo. Actualmente sirve para reuniones en el pueblo, celebración de fiestas o cumpleaños y como Aula de Adultos.
Además, el pueblo cuenta entre sus instalaciones con una zona conocida como "El Cotillo" que dispone de porterías de fútbol, lugar donde los niños y jóvenes juegan a este deporte y se realiza, entre otros, el partido "solteros contra casados".
También dispone de un parque con columpios y tobogán para el disfrute de los más pequeños.
La torre de la iglesia alberga cada año un importante nido de cigüeñas.

## Monumentos y lugares de interés
Iglesia parroquial católica bajo la advocación de Nuestra Señora de los Remedios, en la Archidiócesis de Mérida-Badajoz, Diócesis de Plasencia, arciprestazgo de Béjar.
Uno de sus principales atractivos es la cercanía con la montaña, dominada por los llamados "picos de Valdesangil",en los cuales se practican multitud de tipos de escalada como la deportiva o el boulder. Es parte de la Sierra de Béjar; en los límites de las comunidades de Castilla y León y Extremadura.
Cabe mencionar el yacimiento celta que se encuentra en estos parajes.

## Cultura
El pueblo cuenta con varias fiestas, entre las que destacan como importantes: 
- La fiesta de San Antón, el 17 de enero, con la tradicional bendición de los animales y el tálamo. Es tradición que esta festividad se celebre el domingo de la semana de San Antón. Se comienza con una Eucaristía en la iglesia del pueblo, continuando con una procesión en que se saca a San Antón por los alrededores de la iglesia. Posteriormente, se realiza el tálamo (subasta de dulces y otros productos, a beneficio de la iglesia, en la que los productos se ofrecen al mejor postor). La fiesta termina en la Casa Concejo donde se invita a todos los asistentes al tradicional chorizo.
- El 15 de agosto, en honor a Nuestra Señora de Los Remedios (también llamada la fiesta "grande"). En esta fiesta, que suele durar alrededor de 4-5 días, los habitantes del pueblo disfrutan de muchas actividades como verbenas; partidos de fútbol "solteros contra casados"; campeonatos de mus, campeonato de chinchón, as corrido; juegos infantiles... amén de la tradicional eucaristía en honor de Nuestra Señora de los Remedios y la procesión por el pueblo, que congrega multitud de personas.
- El primer fin de semana de septiembre, la llamada fiesta "chica".
- El primer fin de semana de noviembre, se celebra la "fiesta del cochino", fiesta en la que se mata uno de estos animales y todo el pueblo acude a comer y cenar del animal.